# Gerolamo Vassallo
Gerolamo Vassallo (Genova, 1773 – 1819) è stato un medaglista italiano.
Si forma come incisore alle dipendenze di Antoine Guillemard e successivamente di Giuseppe Salvirch. Fu capo incisore nella Zecca di Genova tra il 1797 e il 1805, ma nel 1808 si trasferisce alla Zecca di Milano in seguito alla sospensione delle attività nella Zecca genovese da parte del governo francese.
A Milano lavora con Luigi Manfredini e ancora con il Salvirch sia su monete che medaglie. In seguito all'esilio del Manfredini si occupa del dritto delle monete di Napoleone Re d'Italia ispirandosi alle monete del periodo consolare.
Mantiene la sua posizione anche con la Restaurazione sotto Francesco I.
Muore suicida nel 1819 a causa di dissesti finanziari e problemi di salute.